# Bäröfjärden
Bäröfjärden är en fjärd i Brändö kommun på Åland (Finland). Den ligger i den östra delen av landskapet, 60 km öster om huvudstaden Mariehamn.